# George Henschel

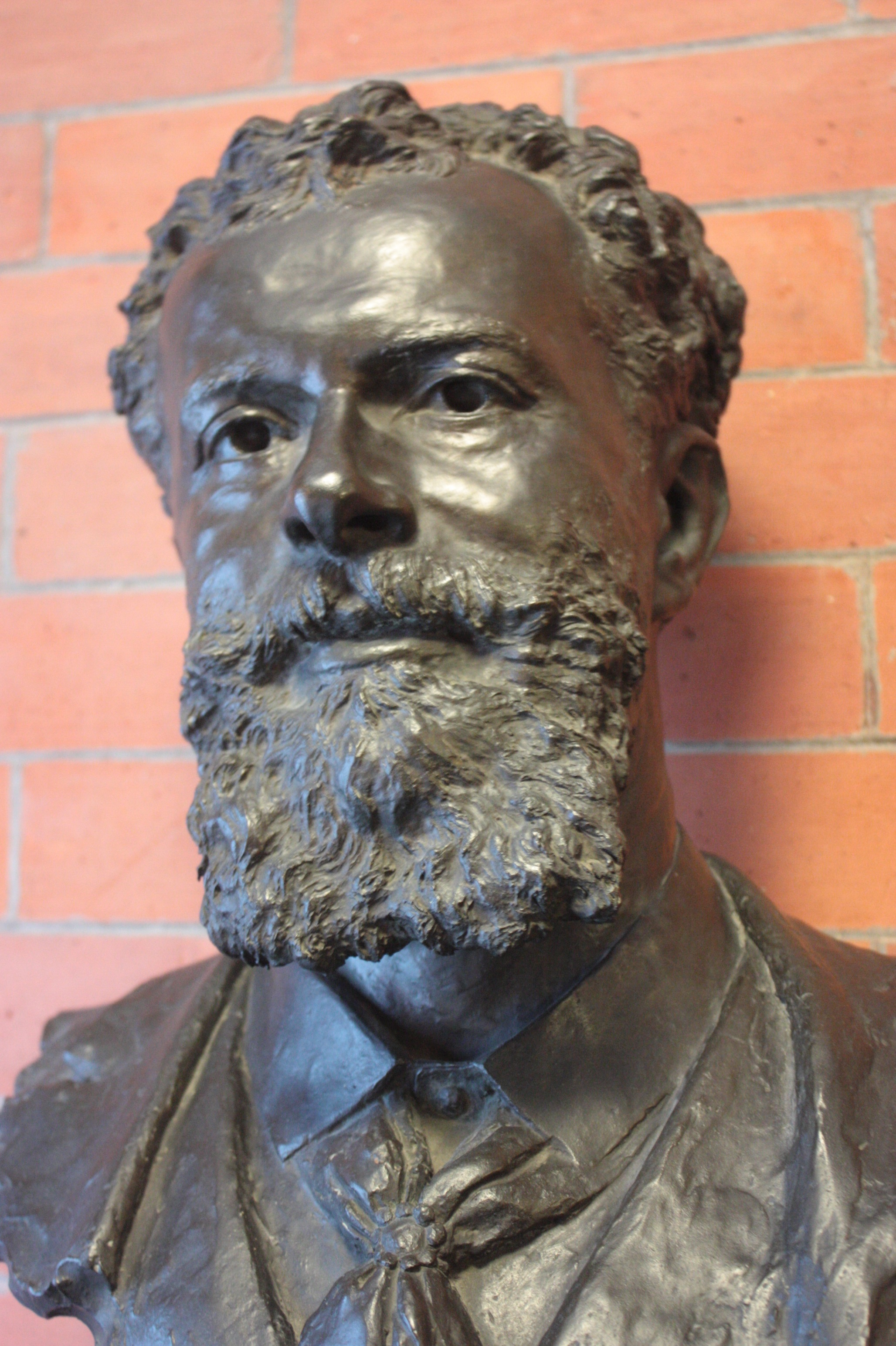
George Henschel par Edouard Onslow Ford, 1895.

Isidor George Henschel (Breslau, 18 février 1850 – Aviemore, 10 septembre 1934) est un baryton, également pianiste, chef d'orchestre et compositeur britannique, né allemand.

## Biographie
Henschel est né à Breslau, en province de Silésie, sujet prussien de parents juifs-polonais,[réf. nécessaire] . Il étudie de piano et fait sa première apparition publique en 1862 à Berlin. Il apprend à chanter ensuite, d'abord et brièvement en tant que basse profonde, mais développe bientôt sa voix de baryton. En 1868, il chante le rôle de Hans Sachs dans une représentation de concert des Die Meistersinger von Nürnberg à Munich. Sauf une exception mineure et non planifiée, il n'a jamais chanté sur scène, se limitant lui-même à des concerts.
Henschel est un ami proche de Johannes Brahms, qu'il rencontre en mai 1874 au festival de musique de Cologne, alors qu'Henschel chante le rôle d'Harapha de l'oratorio de Haendel, Samson. L'amitié dure jusqu'à la mort de Brahms ; Henschel dans ses mémoires, rapporte qu'il est arrivé quelques heures trop tard à Vienne pour voir Brahms avant son décès et que leur dernière rencontre eut lieu dans un restaurant à Leipzig en 1896, en compagnie d'Edvard Grieg et Arthur Nikisch.

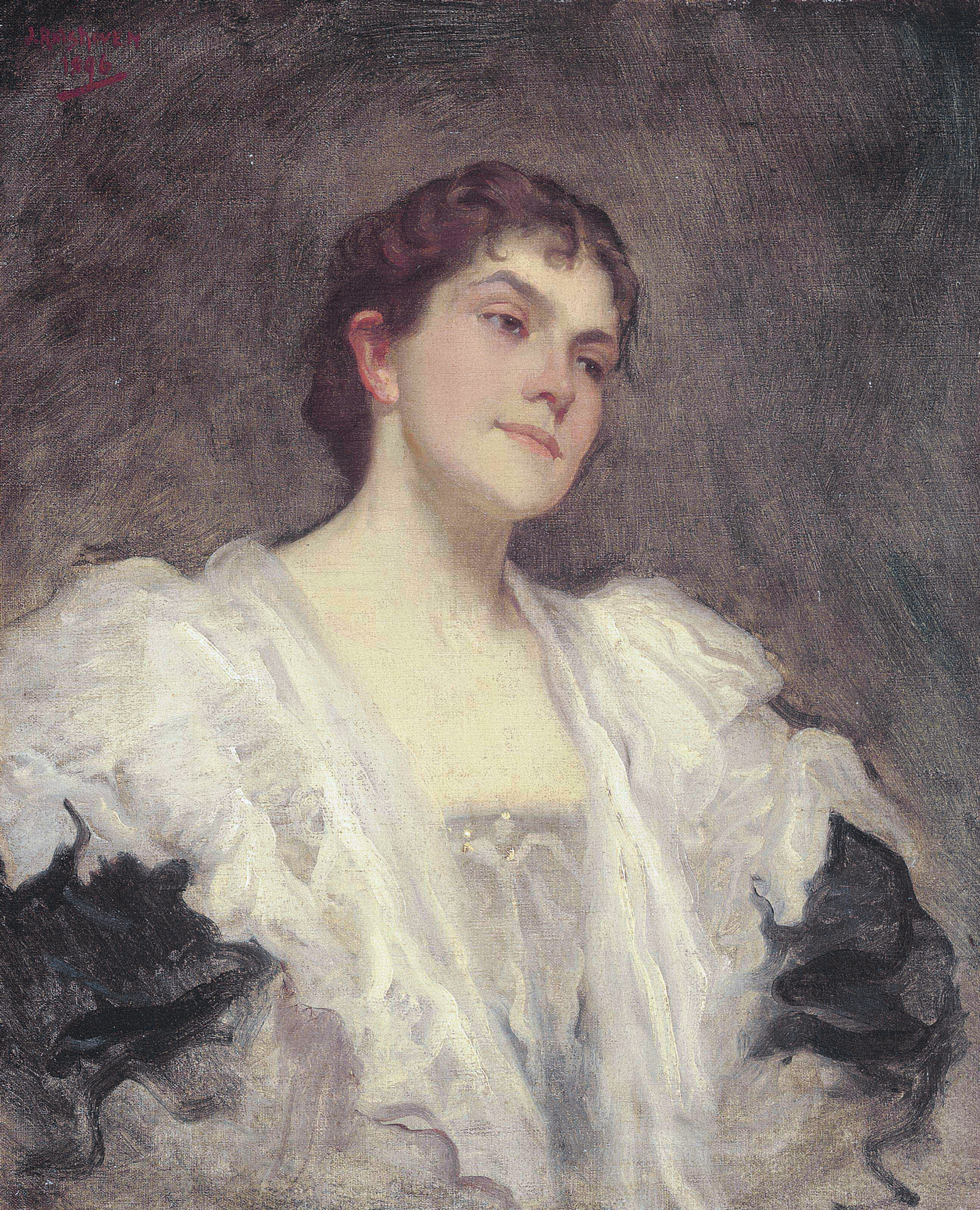
La chanteuse Lady Lillian June Henschel, née Bailey (Jules Rolshoven, 1896).

En 1877, Henschel commence une carrière couronnée de succès en Angleterre, chantant dans les plus grands concerts. En 1881, il épouse la soprano américaine, Lilian June Bailey (1860–1901), associée avec lui dans un certain nombre de récitals vocaux à travers les États-Unis et presque toute l'Europe jusqu'en 1884. Le sens très développé de l'interprétation et le style d'Henschel en fit un chanteur de concert idéal, alors même qu'il ne se distinguait pas moins en tant qu'accompagnateur. En fait, il combinait parfois les deux fonctions : il peut être entendu grâce à des enregistrements réalisés à la fin de 1928, pour la Columbia Graphophone Company. Il y chante des Lieder de Schubert et de Schumann s’accompagnant lui-même.
Henschel est également un éminent chef d'orchestre lorsqu'il dirige en Amérique et en Angleterre. Il est le premier chef d'orchestre de l'Orchestre Symphonique de Boston en 1881 – utilisant le nom de « Georg Henschel » ; le jour de sa nomination, il décrit à Brahms ses idées novatrices pour un plan de la salle, qui lui réponde par une lettre d'approbation de la mi-novembre 1881 en formulant des observations. En 1886, il commence une série connue sous le nom de « London Symphony Concerts » (sans connexion avec l'Orchestre Symphonique de Londres ultérieur) et en 1893, est nommé chef de la Royal Scottish National Orchestra.
Parmi ses compositions, on trouve des œuvres instrumentales, un Stabat Mater (Festival de Birmingham, 1894), un opéra, la Nubie (Dresde, 1899), et un Requiem (Boston, 1903). En 1907, il publie un recueil de ses journaux et de la correspondance dans Personal Recollections of Johannes Brahms [Souvenirs personnels de Johannes Brahms] et, en 1918, Musings and Memories of a Musician [Réflexions et souvenirs d'un musicien]. Une Messe en huit parties a capella, est chantée pour la première fois en 1916,.
Henschel est anobli en 1914. Cette année-là, lors d'un concert d'adieu, lui est offert un luth où se trouve gravé : « en marque de gratitude pour les quarante ans de chant ». Il a enseigné à l'Institut de l'Art Musical à New York, où il a rencontré sa deuxième femme, Amy Louis, une de ses élèves.
Sa fille, Georgina « Georgie » Henschel, était réputée en tant qu'éleveur de poneys Highland et de poneys Fjord norvégien, ainsi que l'auteur de plusieurs ouvrages d'équitation. Henschel est mort en Aviemore, en Écosse, où il résidait dans sa maison de vacances Alltnacriche avec sa femme. Il est enterré dans le cimetière surplombant le Loch Alvie, tout proche.

## Écrits
- (en) Personal Recollections of Johannes Brahms, Boston, Richard G. Badger, 1907, 104 p. (ISBN 0-404-12963-3, OCLC 1328613, lire en ligne)
- (en) Articulation in Singing (1926)

## Sources
- Dictionnaire de Biographie Nationale
- (en) « George Henschel », dans Encyclopædia Britannica [détail de l’édition], 1911 (lire sur Wikisource).